# Manggis (Panggul)
Manggis is een bestuurslaag in het regentschap Trenggalek van de provincie Oost-Java, Indonesië. Manggis telt 4166 inwoners (volkstelling 2010).